# Byczkowce
Byczkowce (ukr. Бичківці, Byczkiwci) – wieś na Ukrainie, w rejonie czortkowskim obwodu tarnopolskiego, w hromadzie Czortków, położona nad rzeką Seret.
Pierwsze wzmianki o Byczkowcach pochodzą z 1444 i 1449 r.
Wieś prawa wołoskiego, położona była w drugiej połowie XV wieku w ziemi halickiej województwa ruskiego.
W 1886 r. na cmentarzu w Byczkowcach wybudowano kaplicę grobową właścicieli ziemskich Cieleckich. W latach 1896–1897 wzniesiono niewiele większy kościół pw. Matki Bożej Bolesnej.
W II Rzeczypospolitej wieś położona była w powiecie czortkowskim województwa tarnopolskiego. W 1921 r. liczyła 226 zagród i 1446 mieszkańców, w tym 1018 Polaków.

## Ludzie
- Mieczysław Włodzimierz Cielecki h. Zaremba (ur. 1828 lub 1829–1882) – właściciel Byczkowiec[5], uczestnik Wiosny Ludów i powstania styczniowego, poseł do Sejmu Krajowego Galicji oraz do austriackiej Rady Państwa.